# دينيس بويتسوف
دينيس بويتسوف (بالروسية: Бойцов, Денис Николаевич) مواليد 14 فبراير 1986 في أوريول، الاتحاد السوفيتي، هو ملاكم روسي يصنف ضمن فئة الوزن الثقيل. بدأ مسيرته الاحترافية في سبتمبر 2004 وحقق الانتصار في نزاله الأول.

## إحصائيات
خاض خلال مسيرته 37 نزالا، فاز في 36 وخسر في 1. فاز بالضربة القاضية في 27 نزالا.

## روابط خارجية
- دينيس بويتسوف على موقع بوكس ريك (الإنجليزية) (registration required)